# 高橋ジョージ
高橋 ジョージ（たかはし ジョージ、1958年〈昭和33年〉8月13日 - ）は、日本の歌手、タレント。バンドTHE 虎舞竜のボーカル。みやぎ絆大使、栗原ドリームアンバサダー、いちのせき大使。

## 芸名の由来
学生時代に組んでいたバンドのメンバーと共に上京。そこで出会った芸能プロダクションに勤務していた男性に、当時バンドのリーダーを務めていた友人が「こいつは恭司って言うんです」と高橋の説明をした際、その男性がジョージと聞き間違えた事から。

## 経歴
当初は芸能事務所、株式会社ビーイングに所属し、ロックンロールバンド 『トラブル』を結成した。1962年のビートルズデビュー、1972年のキャロルデビューにあやかり、1982年（昭和57年）、シングル 「Mr.リッケンバッカー」でデビュー。俳優で歌手の舘ひろしの楽曲のカバーや、秋元康作詞による作品などを発表していた。5枚のシングルと3枚のアルバムをリリースするも、3年であえなく解散してしまう。
その後は、ジョニー大倉をメインに据えた『THE PLEASE』のメンバーとしても活動した。1993年（平成5年）、現在のバンド名 『THE 虎舞竜』に改称、ファンからの手紙を元に制作した楽曲 『ロード』が、約220万枚を売り上げるヒット曲となり、一躍有名となった。
2004年頃からは、バラエティ番組やトーク番組でのコメンテーターなどを含めたタレント活動で活躍。所属する音楽バンド「THE虎舞竜」の活動も継続しており、サポートメンバーを従えてイベントライブを行っている。2015年、NHKドラマ10「美女と男子」で妻子に逃げられた一発屋の歌手「たどころ晋也」役を演じ、劇中歌『ハローマイラブ!』『ふたり〜One Day』を収録したアルバム「たどころ晋也・ゴールデンヒッツ」をユニバーサルミュージックより発売。本作よりアーティスト名を「高橋ジョージ&THE虎舞竜」と表記している。
2008年（平成20年）6月、岩手・宮城内陸地震が発生、高橋の出身地である宮城県北部は大きな被害を受けた。高橋はその翌月、妻とともに地元新聞社を訪問し、義援金を手渡した。さらに、『頑張れ! 花山・栗駒 -震災乗り越えみんなで復興- 』と題した復興支援ライブを、稲垣潤一やさとう宗幸ら、同郷のミュージシャンとともに開催した。また、高橋は同年9月、初めての自伝的小説 『東北ロックンロール物語』を発売している。
2015年9月2日、出演したドラマ『美女と男子』の役名である「たどころ晋也」名義で、シングル「ハローマイラブ!/ふたり〜One Day」をリリース。以降、タレント活動をセーブし、レコーディング中心の活動を行う。
2015年8月25日、タレントマネージメント業務をスタッフ・アップから、かねてからの個人事務所、株式会社トランプスで継続。
2017年12月13日に自伝的ヒストリーアルバム「原宿★ロックンロール★ヒーローズ」を発売。ボーナストラックとして、16年振りとなるロードシリーズの新曲『ロード～第十四章＝愛別離苦』を収録。2018年2月21日、記録的なヒットとなった「ロード」のリリースから、25周年を記念したアニバーサリーアルバム『ロード ザ・ベスト〜25th anniversary』が発売。このアルバムに収録された『ロード』は、高橋ジョージにとっての聖地「アビーロードスタジオ・ロンドン」で再録音されている他、1992年にザ・トラブル名義で発表された『ロード』のオリジナル・バージョンも収録。
2021年大晦日、日本武道館で開催の『ももいろ歌合戦』（BS日テレ・ニッポン放送・ABEMAなどが生中継）へ初出場。
2023年、NSPデビュー50周年を記念してNSPのメンバーであった平賀和人と期間限定ユニット「NoSP（ノー・サディスティック・ピンク）」を結成。
翌年、NSPのリーダーであった天野滋の誕生日である5月5日に「NoSPコンサート」を開催、同日、一関市長の佐藤善仁から「いちのせき大使」を委嘱される。
2024年12月21日　20年ぶりにTHE虎舞竜のオリジナルメンバーによる再結成ライブが、南青山レッドシューズで行われ、THE虎舞竜13年ぶりの新曲「幸せのある場所」1992年から32年かけた完全版「ロード」を含む全14曲収録アルバム「セトリ」が発売。

### ロード
- 1992年、インディーズ盤シングル『こっぱみじんのR&R』をリリース。（カップリング曲は「ロード」と「道化師」）しかし、ほとんど宣伝されず500枚程しか売れなかった。
- 同9月、高橋が日本テレビの深夜番組オーディションで「ロード」を歌う。この時のディレクターの目に留まり「ロード特集」が放送された。
- 同10月、カップリング曲だった「ロード」が突如有線放送でチャート上昇。メジャーレーベルmeldac（現：徳間ジャパン）が、「ロード」をメインにしたリニューアルを切望。
- 1993年1月、バンド名を『THE 虎舞竜』に改め、シングル「ロード」を再リリース。220万枚の大ヒット曲となる。（インディーズ盤とTHE 虎舞竜盤の累計）
- 以降、「ロード-第2章-」「ロード-第3章-」がトップ10入りするヒットとなり、シリーズ累計では350万枚以上のセールスを記録している。
- 2003年、ロードの全13楽章を収録したアルバム「THE ROAD」発売。コンサートツアーで上映された、映画「ロード」DVDとの2枚組。
- 2017年、アルバム「原宿☆ロックンロール☆ヒーローズ」で、「ロード～第十四章=愛別離苦」を発表、十三章で完結したはずだったロードシリーズに新章が加えられた。
- 2018年、アルバム「ロード - ザ・ベスト～25th anniversary～」をリリース。ロンドン アビーロード・スタジオで新たにレコーディングされた「ロード～アビーロードスタジオ・ロンドン2018」、シングルヒットした第二章と第三章、さらに、1992年リリースのオリジナル版「ロード」も収録されている。付属のDVDには、ロードシリーズの序章と言うべき「シンデレラ」や、シングルヒットしたロードシリーズ各章のPV、「ロード」のライブ映像なども収録。
- 2021年2月14日「ロード～㐧15章×2」発売。TBSテレビ「水曜日のダウンタウン」の企画として、「ロード」の最新作となる、㐧15章の詞曲を一般公募し音源化された。応募にあたっては、歌い出しの歌詞は「ちょうど1年前」、そしてサビの頭は「なんでもないようなこと」という条件が課せられ、2019年11月放送での募集告知より足かけ1年余、応募総数315作の中から高橋ジョージ本人が熟考の末選んだ1曲は、なんと女性とのデュエット・ソングであり、その相手として白羽の矢がたったのが、あのMay J.という驚きの結果となった。1月27日(水)の「水曜日のダウンタウン」で、その選考過程の模様、そして二人のスタジオ歌唱による曲の初披露が放送された。デュエットとはいえ、交替で歌う通常のスタイルでは無く、高橋が歌う男性からの思いとMay J.が歌う女性からの思いが同時にシンクロしながら歌唱されるという、斬新な作りとなっている。1月28日（木）から配信もスタートし、2月14日のバレンタインデーにはCDもリリースされる。カップリングには、その男性のみヴァージョン、女性のみヴァージョン、更には、新たなアレンジで新録音された、オリジナル「ロード」の2021年版が収録される。

### 私生活
一度の離婚歴を経て、1998年（平成10年）、タレント・三船美佳と、彼女の16歳の誕生日当日に結婚した。三船が『THE 虎舞竜』のファンであったことをきっかけに知り合い、その後交際へと発展した。三船とは結婚の前年、高橋自身が全編プロデュースし出演をオファーした映画 『Lucky Lodestone』で共演している。
24歳年下で、往年の大俳優・三船敏郎の非嫡出子である三船美佳との結婚は当時大きな話題となる。また、年齢差から親子と思われたり、バッシングを受けることも多かったというが、夫婦でのテレビ共演が増えてからはおしどり夫婦として知られるようになった。2004年（平成16年）11月9日には、長女が誕生した。2007年には「ベスト・ファーザー in 東北」の芸能人部門に、2011年には理想の有名人夫婦を選ぶ「パートナー・オブ・ザ・イヤー2011」に選出された。
2015年1月16日、三船は高橋と離婚訴訟中であることを所属事務所を通じて正式に発表した。裁判では高橋によるモラルハラスメントの有無が争点となったが、高橋側はこの事実や、三船ら家族が暮らす大阪に押しかけているなどといった一部報道をTwitterなどで繰り返し否定した。
2016年3月29日、三船が裁判を取り下げ協議離婚が成立。高橋は二度目の離婚となる。親権は三船が持ち、高橋には年2回、長女のカラー写真を送ることで合意した。
2008年（平成20年）6月に発生した岩手・宮城内陸地震では高橋の故郷である宮城県栗原郡が最大の被害を受け、震災の発生後高橋は、心配のあまり不眠症となった。その際、高橋は医師から、「震災によるPTSD（心的外傷後ストレス障害）」との診断を受けたという。
趣味はギター収集。特にビートルズのメンバーが使っていた器材と同機種の収集が中心であり、アマチュア時代のビートルズが使用していたギター・ベースの他、元メンバーのスチュアート・サトクリフが使用していたベースや果てはジョン・レノンが少年時代に使用していたアコースティック・ギターまで所有する。また、自宅には「Be Road Studio」というスタジオを構えている。このスタジオはアナログレコーディングが行える環境が整っているという。

### エピソード
出身地が岩手・宮城内陸地震（2008年）で大きな被害を受けた際、高橋は、「今まで故郷を無視してきた自分は、張り裂けるような思いをした。復興するまで応援していきたい」と語った。
チョココロネに思い入れがあり、誕生日にはケーキのかわりにチョココロネを食べると語っている。これは、「ロード」のレコーディング前、高橋ジョージは5000万円という多額の借金を抱えており、早く借金を返済すべくレコーディングをしていた。2曲目のレコーディングを終えてパンを買いに行った際、2個のチョココロネを買おうとしてポケットから出した小銭は金額が少ないため1個しかチョココロネを買えなかった。そのとき高橋ジョージの頭の中にふと「ロード」のサビの歌詞が頭をよぎった。すぐにレコーディングスタジオへ行き、「ヒットしない」と反対をされたが、「ロード」をレコーディングし、結果大ヒットとなった。
中学3年生の時にNSPのデビューシングル「さようなら」を聞いて以来、NSPの大ファンであり、「NSPになりたい」と思ったことがきっかけでバンドを結成し、プロになる決意をした。1993年、前述の「ロード」の大ヒットを受けて初の虎舞竜全国ツアーを行った際、日本青年館の最終日に憧れのNSP天野滋と平賀和人の二人を前に「さようなら」を歌った。

## 主な出演

### ドラマ
- 西遊記（堺正章版） - 悟空が繰り出す分身たちのひとり（エキストラ）
- 内館牧子新春ドラマ-転職ロックンロール（1995年、テレビ朝日）
- パンチライン （2006年TBS）菊地役（四葉プロマネージャー）
- 特急田中3号（2007年TBS）
- もうひとつの象の背中（2007年TBS）第2話ゲスト
- 東京大空襲（2008年3月17日・18日、日本テレビ） - 中村嘉男 役
- ゆっくり歩け、空を見ろ（2008年4月1日、関西テレビ制作 / フジテレビ系列） - 東国原英夫 役
- 和田アキ子物語（2008年6月20日、フジテレビ）
- Tomorrow －陽はまたのぼる－（2008/07/06 ～ 09/07 TBS）
- キャットストリート（2008年8月 - 10月、NHK） - 青山隆一 役
- 上地雄輔ひまわり物語~家族・親友・彼女…誰も知らない素顔初公開!（2009年3月14日、フジテレビ） - 上地雄輔の実父の上地克明 役
- 月曜ゴールデン「緑川警部シリーズ」（2009年 - 、TBS） - 綱島署長 役
- IS（アイエス）〜男でも女でもない性〜（2011年、テレビ東京） - 星野太郎 役
- 美女と男子（2015年、NHK） - たどころ晋也 役
- キャバすか学園（2016年、日本テレビ）ゲスト出演
- シロでもクロでもない世界で、パンダは笑う。（2020年読売テレビ） - 山野辺龍彦 役
- オクトー 〜感情捜査官 心野朱梨〜（2022年） - 小暮満 役

### TV
- フジテレビ「ぽかぽか」
- 日本テレビ「ものまねグランプリ」

- ももいろ歌合戦
- 乃木坂スター誕生！
- 読売テレビ ダウンタウンDX
- フジテレビ ダウンタウンなう
- TBS 水曜日のダウンタウン
- 朝日放送 相席食堂
- アベマ　7.2 新しい別の窓
- TBS サンデージャポン
- 日本テレビ有吉ゼミ　　他多数

### 映画
- なまたまご（1993年Vシネマ）制作/音楽
- ロード（映画）（1996年公開）
- LUCKY LODESTONE（1999年公開） - 監督 / 原案 / 脚本 / 編集 / 音楽 / 主演
- 新 男樹（2000年3月11日公開） - 原作 / 出演：本宮ひろ志 役
- 恋空（東宝、2007年11月3日公開） - 田原勝治 役
- 花より男子ファイナル（東宝、2008年6月28日公開、石井康晴監督）
- よなよなペンギン（松竹2009年公開アニメ）主人公の父親役/声
- なくもんか（2009年11月14日公開、宮藤官九郎監督） - 桜井役
- 音楽人（2010年5月15日公開、伊藤秀隆監督）
- An Assassin　アサシン（東映2011年10月8日公開、小原剛監督）
- LIAR GAME -再生-（2012年3月3日公開、松山博昭監督） - 猿川ケンジ 役
- 内村さまぁ〜ずTHE MOVIEエンジェル（2015年9月11日公開、工藤浩之監督）
- 「天間荘の三姉妹」2022公開　監督:北村龍平

### 舞台
- ロック・オペラ モーツァルト（2013年2月 - 、渋谷東急シアターオーブ / 梅田芸術劇場、演出：フィリップ・マッキンリー） - レオポルト・モーツァルト役
- ブロードウェイミュージカル「コメディ・トゥナイト ローマで起こったおかしな出来事（江戸版）」（2017年3月：新橋演舞場 / 4月：大阪松竹座、作詞・作曲：スティーブン・ソンドハイム、演出：宮本亜門） - 布袋屋：楽右衛門 役

### ゲーム
- 龍が如く3（2009年2月26日、セガ） - 浜崎豪 役
- 龍が如く4 伝説を継ぐもの（2010年3月18日、セガ） - 浜崎豪 役
- 龍が如く 維新!（2014年2月22日、セガ） - 伊東甲子太郎 役[9]

### ラジオ出演番組
- 「真夜中のロックンロールRADIO」（ポッドキャスト配信中）
- 3/11 NHKラジオ第1放送「ネバーーギブアップ・東北わたしの復活物語」
- 11/29 文化放送「高田純次 日曜テキトォールノ」
- 10/22 TOKYO FM「ディア・フレンズ」
- 10/21 FM富士「Slash and Burn」
- 10/20 文化放送「大竹まことゴールデンラジオ」

過去のラジオレギュラー番組
- 1996年 TOKYOFM系7局ネットワーク「虎舞竜Special車の中で話そうよ」 - レギュラー
- 1995年 KISSFM「虎舞竜ロード～君とともに」
- 1993年〜1994年 NACK5「GEORGE'SWINGROAD」 - レギュラー

### インターネット配信
- 2018年2月25日、ニコニコ生放送で25時間ぶっ続け番組「ロード発売25周年25時間ニコ生スペシャル」を放送。

## CM
- CM
- 2022  『大つけ麺博』
- 2019 『ZOZOTOWN』
- 『モードモバイル』
- 2014 『シャークスチームモップベーシック』 『シャークスチームポータブル』
- 2011 『アリコジャパン』
- 2010 『サンフレイム』イメージキャラクター スチールのみ
- 2007 『シダックス』
- 2007 トヨタ自動車『地デジ5万円キャッシュバック』
- 2007 『カーズ』DVD発売告知CMナレーション
- 2007 『高橋手帳』
- 2007 『サントリー胡麻麦茶』

## ナレーション
- 資生堂（プルミエ/ダンガリー）
- キリンシーグラム（フォアローゼス）
- 日産自動車（パルサー/スカイラインGTR）
- ドミノピザ、東芝（ダイナブック）
- ニッカピアドールワイン
- ららぽーとシチズン
- アシックス（スキー板）
- コンチネンタル航空
- 日本たばこ（キャビン）
- ローランド（デジタルピアノ）
- ケンタッキーフライドチキン
- サッポロビール（黒ラベル）、フォード（エクスプローラ）
- カゴメトマトジュース
- BMW/5シリーズ
- J-PHONE

その他多数

## ディスコグラフィー

### シングル
TROUBLE（1982年 - 1985年）
1. Mr.リッケンバッカー
2. 無限セクシーロード
3. 朝まで踊ろう
4. サタデイ・ナイト・ブギ
5. ムーンライト・セレナーデ

ザ・トラブル（1992年）
1. こっぱみじんのR&R - カップリングは「ロード」と「道化師（ピエロ）」。

THE 虎舞竜（1993年 - 2001年）
1. ロード（1993年1月21日発売） - 日本レコード大賞「ヒットシングル賞」受賞
2. 道化師-ピエロ-（1993年5月10日発売）
3. ひとりぼっちのクリスマス（1993年10月5日発売）
4. ロード〜第二章（1994年1月1日発売）
5. シンデレラ（1994年6月21日発売）
6. ロード〜第三章（1995年1月1日発売）
7. あきらめずに行こう!!（1995年6月21日発売）
8. Ah,if I fell（1996年2月21日発売）
9. 泣いてばかりじゃいられない（1996年5月22日発売）
10. ロード〜第四章-（1997年2月12日発売）
11. 届くことのない手紙 ロード〜第5章〜（1997年6月20日発売）
12. LUCKY LODESTONE（1998年10月14日発売）
13. Get Your Life（1999年10月21日発売）
14. ロード〜上巻7/13(-ROAD-1st volume-chapter 7/13-) （2000年1月21日発売）
15. ロード〜下巻13/13(-ROAD-2nd volume-chapter 13/13-) （2001年5月21日発売）
16. THE虎舞竜13年ぶりの新曲「幸せのある場所」1992年から32年かけた完全版「ロード」を含む全14曲収録アルバム「セトリ」が発売。(2024年12月21日発売）

たどころ晋也（2015年）
- ハローマイラブ!/ふたり〜One Day（2015年9月2日） ※両A面シングル[3]

#### ソロ
- 愛しすぎなくてよかった（1998年1月28日）

テレビ朝日系ドラマ『愛しすぎなくてよかった』主題歌

### アルバム
TROUBLE
1. THE TROUBLE 1982（1982年）
2. 朝まで踊ろう ROCK TOGETHER（1983年）
3. 恋のスクラッチ（1983年）
  - 上記3作品は1993年にCD再発売。2005年に未収録5曲を追加し再盤（タイトル語尾に「+5」と標記）。
4. シングル・コレクション（1993年6月30日発売） シングルのAB面を収録
5. ジ・アーリー・トラブル（2005年11月5日発売）
6. ジ・アーリー・トラブル2（2009年12月23日発売） 当時のデモやライヴ音源を収録した作品。「2」の初回版には当時のライヴ映像等を納めたDVD付き

THE 虎舞竜
1. ロード-ドキュメント-（1993年4月21日発売）
2. ニューヨークからの手紙（1993年12月16日発売）
3. 追伸 ロード-第2章-（ミニアルバム、1994年4月21日発売）
4. ロード-第3章 回想-（1995年3月15日発売）
5. The Very Best of 1982-1992（1996年2月21日発売）
6. THE 虎舞竜-ベスト・ロード 第4章-（1997年2月26日発売）
7. Xie Xie -永遠の途中-（1997年7月16日発売）
8. LIVE!!LIVE!!LIVE!!（1998年10月30日発売）
9. THE ROAD（2003年1月21日発売）…代表曲『ロード』の全13楽章を収録したアルバム。コンサートツアーで上映された、同名の映画を初DVD化
10. Tears⭐︎2011（2011年11月2日発売）THE TRA-BRYU（THE 虎舞竜）の約10年ぶりとなる新録曲を収録したアルバム。「ロード~君のぶんまで生きよう」は、東日本大震災の復興ソング。発生直後より支援活動を行なってきた宮城県出身の高橋ジョージが、故郷の回復を願って制作したナンバー、未来へと続く新たなロードを届ける作品。
11. THE虎舞竜13年ぶりの新曲「幸せのある場所」1992年から32年かけた完全版「ロード」を含む全14曲収録アルバム「セトリ」が発売。(2024年12月21日発売）

高橋ジョージ & THE虎舞竜
1. たどころ晋也・ゴールデンヒッツ（2015年10月28日発売）NHKドラマ10『美女と男子』の劇中歌として話題となった「ハローマイラブ!」「ふたり ~One Day」「Good Bye My Baby … そやけど好っきやねん」の3曲がリード曲となり、高橋ジョージが演じたドラマ『美女と男子』の“たどころ晋也”が現実の世界で爆発した名曲集。妻子に逃げられ苦悩の中再起を図る“たどころ晋也”の思い、主人公のふたりに対する思いなど、ドラマをイメージして書き下ろされた楽曲と、撮影中に他界した高橋ジョージの父親への思いを綴った「オヤジが死んだ夜」、2013年ニューヨーク、セントラルパークで娘(当時8歳)と共に作った「Dream Catcher」（ニューヨーク録音）など収録した高橋ジョージ&THE虎舞竜名義によるアルバム。
2. 原宿・ロックンロール・ヒーローズ」（2017年12月13日発売）
3. 「ロード - ザ・ベスト〜25th anniversary」（2018年2月21日発売）　　記録的なヒットとなった「ロード」のリリースから、25周年を記念したアニバーサリーアルバム。今回、「ロード」は、高橋ジョージにとっての聖地「アビーロードスタジオ・ロンドン」で再録音され、四半世紀、歌い続けてきた、今の彼のエモーショナルなボーカルを聴くことができる。さらに、演奏はロンドンのミュージシャンがプレイし、「アビーロード第2スタジオ」が作り出した重厚なサウンドは、まさにアルバムタイトルとおりの「ロード ザ・ベスト」と呼べる作品に仕上がっている。
4. 「ロード～㐧15章×2」（2021年2月14日発売）TBSテレビ「水曜日のダウンタウン」の企画として、「ロード」の最新作となる、㐧15章の詞曲を一般公募し、その中から1曲を選び音源化された。応募にあたっては、歌い出しの歌詞は「ちょうど1年前」、そしてサビの頭は「なんでもないようなこと」という条件が課せられ、2019年11月放送での募集告知より足かけ1年余、応募総数315作の中から高橋ジョージ熟考の末選んだ1曲は、女性とのデュエット・ソングであり、その相手として白羽の矢がたったのが、May J.という驚きの結果となった。1月27日)の「水曜日のダウンタウン」で、その選考過程の模様、そして二人のスタジオ歌唱による曲の初披露が放送された。デュエットとはいえ、交替で歌う通常のスタイルでは無く、高橋が歌う男性からの思いとMay J.が歌う女性からの思いが同時にシンクロしながら歌唱されるという、斬新な作りとなっている。1月28日（木）から配信もスタートし、2月14日のバレンタインデーにはCDもリリースされる。カップリングには、その男性のみヴァージョン、女性のみヴァージョン、更には、新たなアレンジで新録音された、オリジナル「ロード」の2021年版が収録される。